# Juan Carlos Chávez
Juan Carlos Chávez (Zamora de Hidalgo, Michoacán, 18 de janeiro de 1967) é um ex-futebolista profissional mexicano, meio-campo, disputou a Copa do Mundo de 1994.